# Столетие унижения

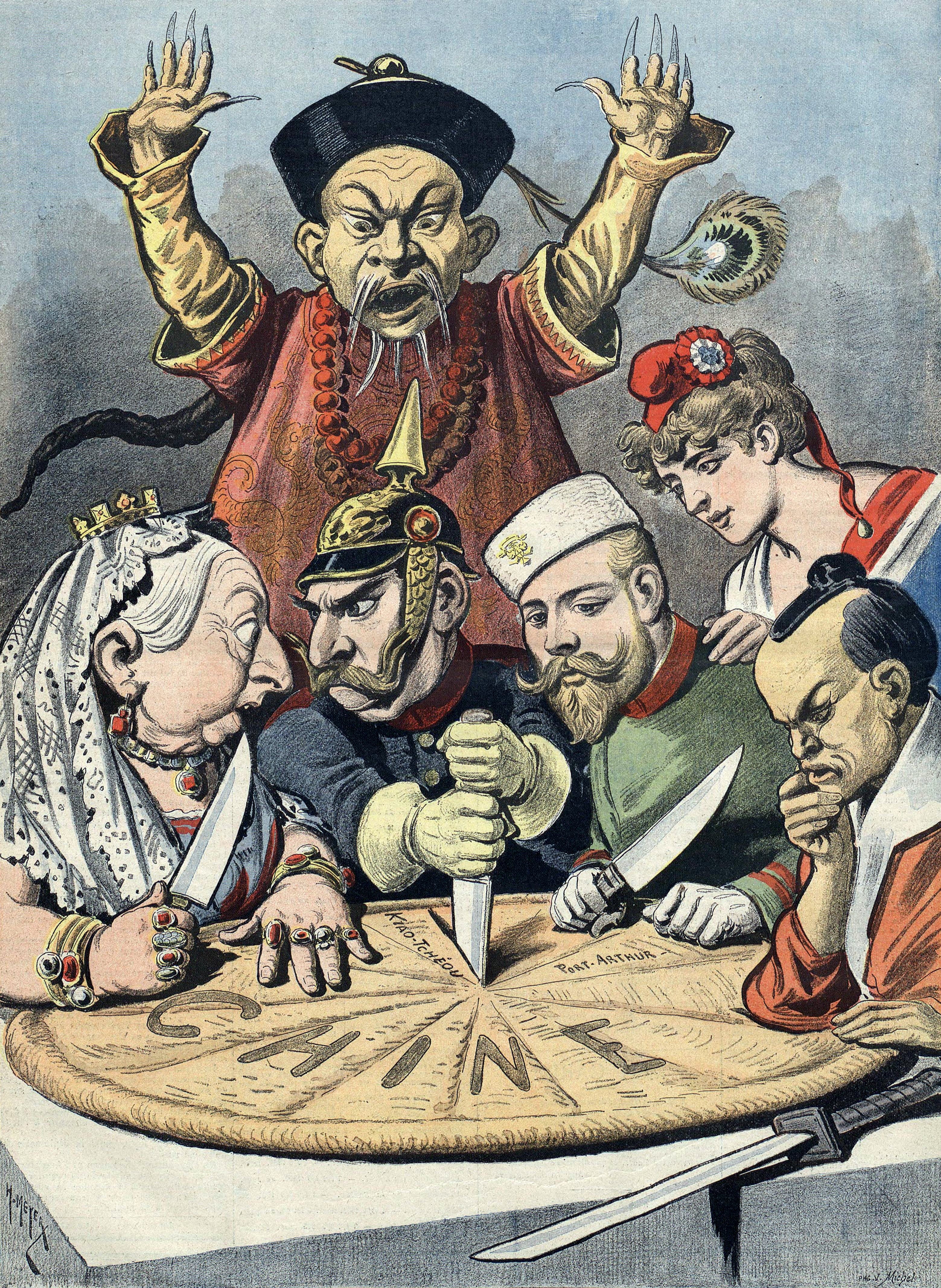
Политическая карикатура, изображающая королеву Викторию (Великобритания), кайзера Вильгельма II (Германия), императора Николая II (Россия), Марианну (Франция) и императора Мэйдзи (Япония), разделяющих Китай.

Век унижения, столетие унижения(унижений) — термин, используемый для описания периода китайской истории, начинающегося с Первой опиумной войны (1839–1842 гг.) и заканчивающегося в 1949 году победой Китайской Народной Республики в Гражданской войне в Китае. Его примером является вмешательство и подчинение династии Цин и Китайской Республики западными державами, Россией и Японией.  Характеристика этого периода как «унижения» возникла в атмосфере китайского национализма в противовес Двадцати одному требованию, выдвинутому японским правительством в 1915 году. Эта атмосфера усилилась в ходе протестов против унизительных для Китая условиях в Версальском договоре 1919 года. Гоминьдан и Коммунистическая партия Китая популяризировали эту характеристику периода китайской истории в 1920-х годах, протестуя против неравноправных договоров и потери территорий Китаем. В 1930-е и 1940-е годы этот термин стал общепринятым.  Хотя формальные положения договора были отменены, эта эпоха остается центральной в концепциях китайского национализма, и этот термин широко используется как в политической риторике, так и в массовой культуре.  

## История

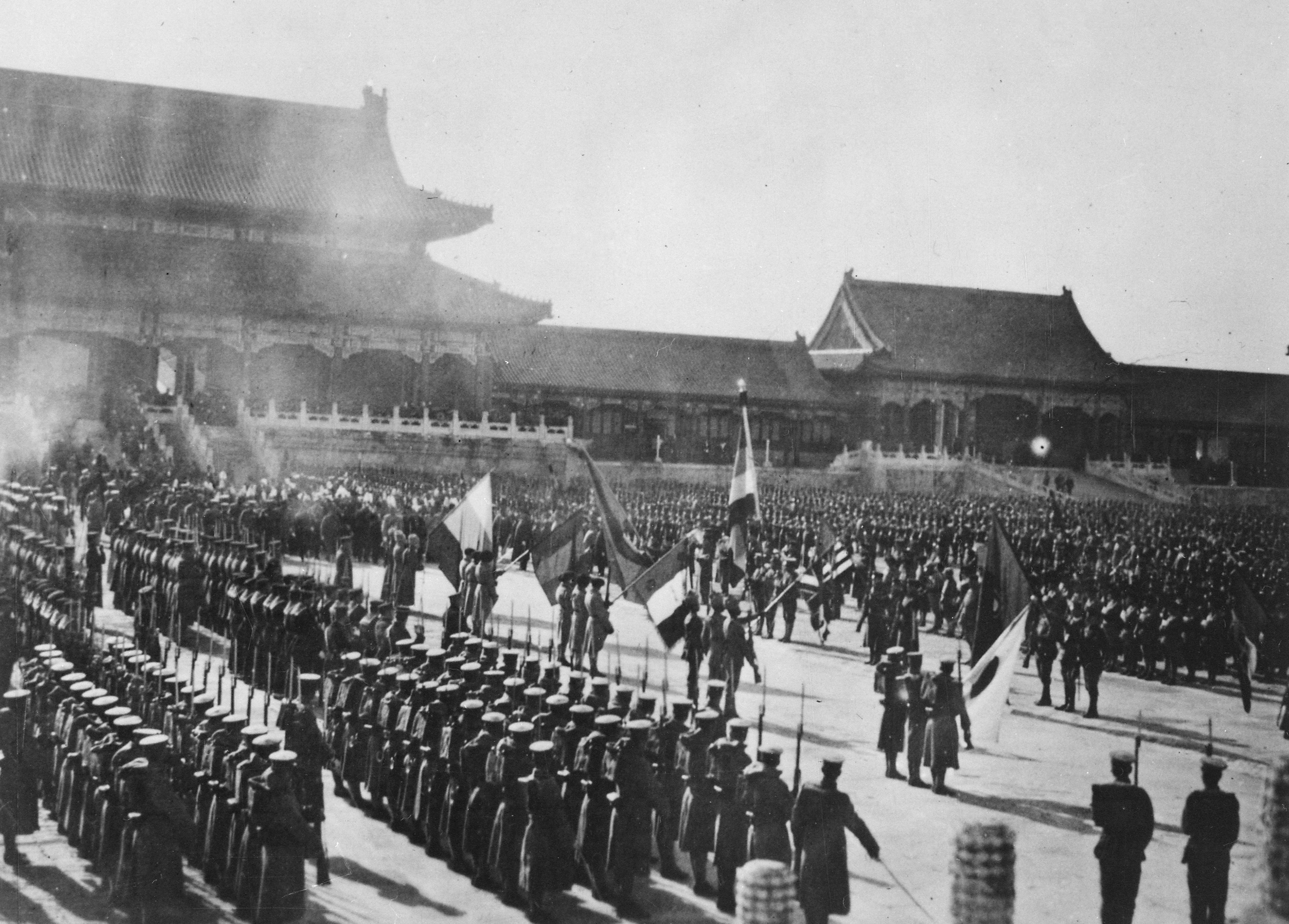
Солдаты Альянса восьми держав в Запретном городе, 1900 год.

Китайские националисты 1920-х и 1930-х годах считали началом «века унижения» середину XIX века, т.е. начало Первой опиумной войны и последующий за этим политический развал цинского Китая . 
Поражения от иностранных держав, названные частью Века унижения, включают следующее:
- Западная и японская торговля опиумом с Китаем (1800–1940-е гг.).
- Поражение в Первой опиумной войне (1839–1842 гг.) от англичан и оккупация Гонконга.
- Неравноправные договоры (в частности, Нанкинский, Вампоа, Айгунский и Симоносекский).
- Поражение во Второй опиумной войне (1856–1860 гг.), а также разграбление Старого Летнего дворца англо-французскими войсками[6] .
- Подписание Айгунского (1858 г.) и Пекинского (1860 г.) «неравноправных договоров» во время Второй Опиумной войны, по которым Внешняя Маньчжурия отошла к России.
- Частичное поражение в ходе китайско-французской войны (1884–1885 гг.), повлекшее за собой потерю сюзеренитета над Вьетнамом и влияния на Индокитайском полуострове.
- Британская экспедиция в Сикким (1888 г.).
- Поражение Китая в Первой китайско-японской войне (1894–1895 гг.), приведшее к японской колонизации Тайваня и сюзеренитету Японии над Кореей.
- Павловское соглашение, приведшее к российской оккупации Ляодуна (1898 г.).
- Вторжение Альянса восьми наций с целью подавления восстания боксеров (1899–1901 гг.) и последовавший за ним Боксерский протокол, который предусматривал репарации, превышающие ежегодные налоговые поступления правительства[7].
- Одновременное российское вторжение в Маньчжурию (1900 г.), которое привело к антикитайским погромам и последующему изгнанию или убийству всех подданных Цин в шестидесяти четырех деревнях к востоку от реки[8][9].
- Вторжение Японии в Ляодун во время русско-японской войны (1905 г.).
- Британская экспедиция в Тибет (1903–1904 гг.)[10].
- Двадцать одно требование (1915 г.) Японии, которое значительно расширило бы японский контроль над Китаем.
- Версальский договор (1919 г.), по которому немецкая территория в Китае была передана Японии, привел к возникновению антиимпериалистического движения четвертого мая.
- Японское вторжение в Маньчжурию (1931–1932 гг.).
- Советское вторжение в Синьцзян (январь – апрель 1934 г.).
- Вторая китайско-японская война (1937–1945 гг.), во время которой японскими войсками были совершены многочисленные и широко известные военные преступления, наиболее печально известная Нанкинская резня [6]  и смертельные эксперименты над людьми, проводимые Отрядом 731. Мемориальная доска на горном курорте Чэндэ, отмечающая Пекинскую конвенцию как «национальное унижение» для Китая.

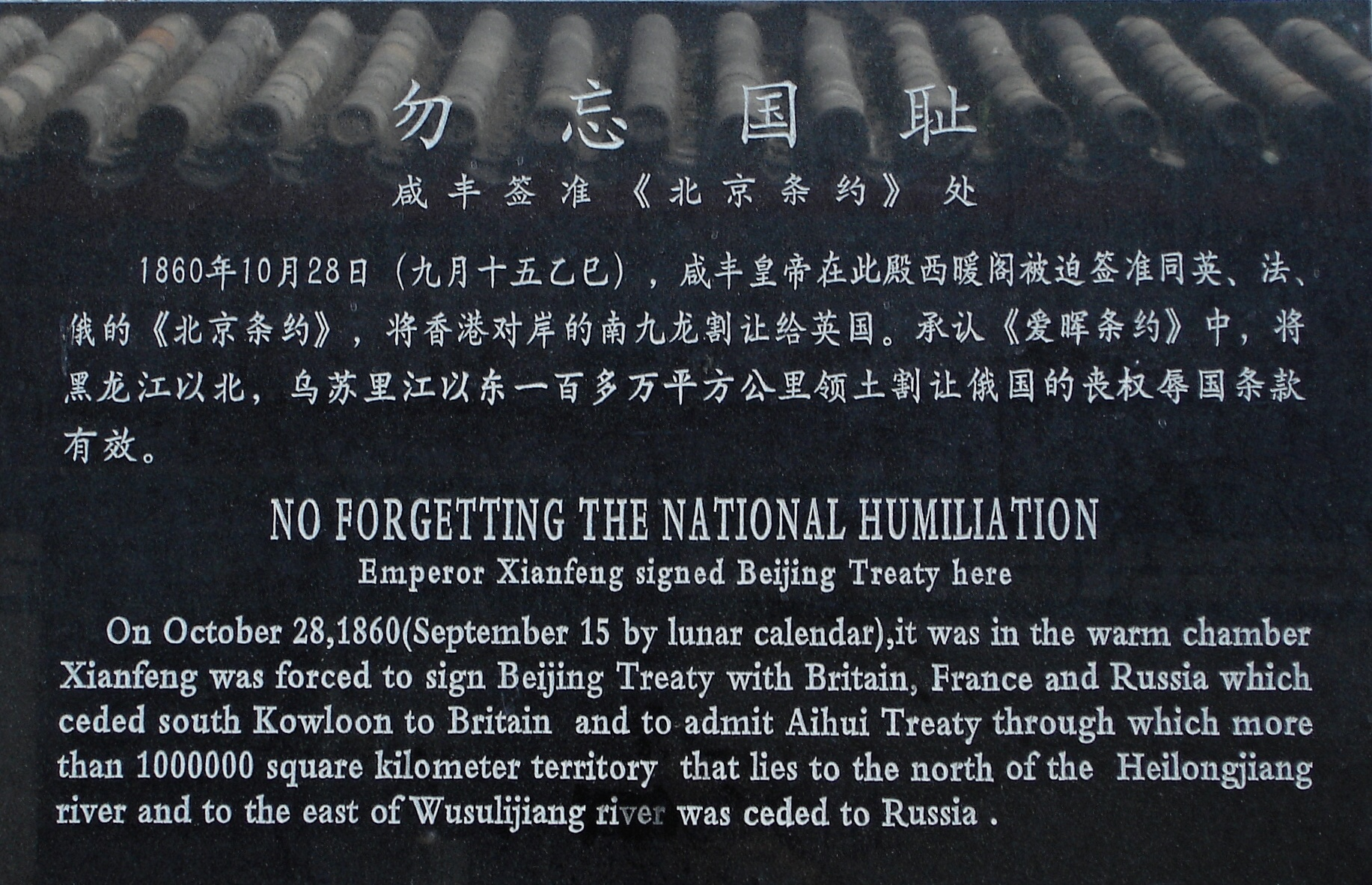
Мемориальная доска на горном курорте Чэндэ, отмечающая Пекинскую конвенцию как «национальное унижение» для Китая.

За этот период Китай перенёс внутреннюю раздробленность, проиграл почти все войны, в которых участвовал, и часто был вынужден идти на крупные уступки великим державам в неравноправных договорах. Во многих случаях Китай был вынужден выплачивать большие суммы репараций, открывать порты для торговли, сдавать в аренду или уступать территории (такие как Внешняя Маньчжурия, Северо-Западный Китай и Сахалин Российской империи, залив Цзяочжоу Германской империи, Гонконг и Вэйхай — Британской империи, Макао — Португальской империи, Чжаньцзян — Франции, Тайвань и Далянь — Японии), а также делать различные другие уступки суверенитета иностранным «сферам влияния» после военных поражений.

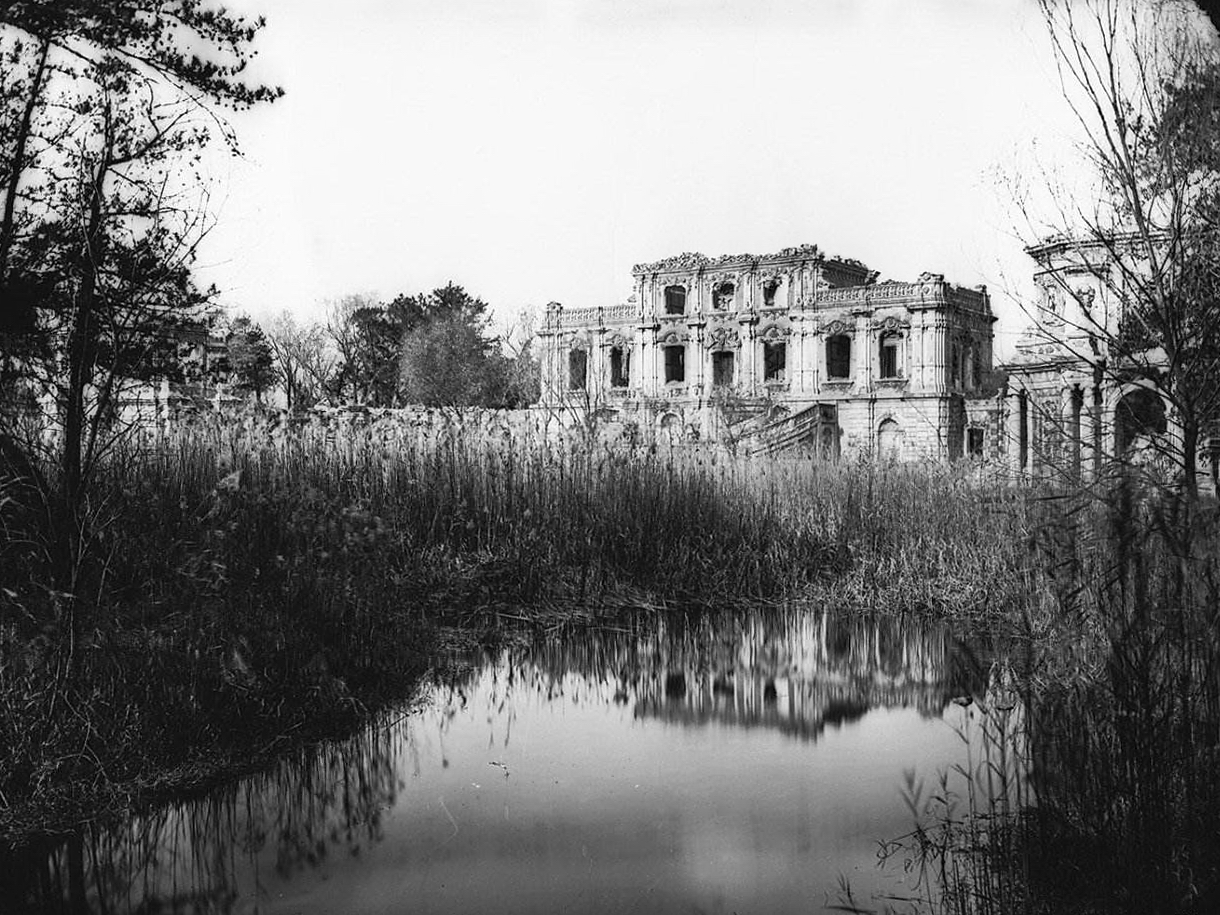
Развалины императорского дворца в Пекине в конце XIX века, после разграбления европейцами.

В XIX веке европейцы также разграбили построенный в западном стиле императорский дворец в Пекине. Китайцы считают это одним из самых унизительных событий в своей истории. Самые ценные предметы искусства были вывезены после разграбления Старого Летнего дворца в Пекине, служившего резиденцией императоров. В 1860 году дворец захватили британская и французская армии, вошедшие в Пекин в ходе Второй опиумной войны. Европейцы вынесли из дворца все ценности, после чего сожгли его. Большинство похищенных из Старого Летнего дворца предметов искусства были отправлены в Европу; они осели в частных коллекциях или достались монархам в качестве трофеев. Китайцы не стали восстанавливать Старый Летний дворец. Он остался в руинах — как символ национального унижения. Не менее унизительной в Китае считают демонстрацию предметов искусства из дворца в европейских музеях. 

### Конец века унижения
Уже во время заключения Боксерского протокола в 1901 году некоторые западные державы полагали, что они действовали чрезмерно жестко, и что Протокол был слишком унизительным. Государственный секретарь США Джон Хэй сформулировал Политику открытых дверей, которая не позволяла колониальным державам напрямую делить Китай на колонии де-юре и гарантировала всеобщий торговый доступ к рынкам Китая. Задуманный для ослабления Германии, Японии и России, он постепенно перестал действовать в следующую эру милитаристов и японского вторжения. Противоречивый характер политики открытых дверей был отмечен достаточно рано, поскольку, хотя она и сохраняла территориальную целостность Китая, она также приводила к торговой эксплуатации со стороны иностранных держав. Благодаря соглашению Рута-Такахиры в 1908 году США и Япония поддержали политику открытых дверей, но другие факторы привели к продолжению «унижения» с китайской точки зрения. В эпоху материковой Китайской Республики Договор девяти держав 1922 года также был попыткой подтвердить суверенитет Китая, хотя он не смог сдержать экспансионизм Японии и оказал ограниченное влияние на экстерриториальность Китая. В конечном итоге политика «открытых дверей» была прекращена во время Второй мировой войны, когда Япония вторглась в Китай.
Экстерриториальная юрисдикция и другие привилегии были отменены Соединенным Королевством и Соединенными Штатами в 1943 году. Во время Второй мировой войны вишистская Франция сохраняла контроль над французскими концессиями в Китае, но была вынуждена передать их коллаборационистскому режиму Ван Цзинвэя . Послевоенное китайско-французское соглашение от февраля 1946 года подтвердило суверенитет Китая над концессиями.
Чан Кайши объявил об окончании Века унижения в 1943 году с отменой всех неравноправных договоров, а Мао Цзэдун объявил о его окончании после Второй мировой войны, когда Китай занял место среди Большой четверки победивших союзников в 1945 году.
Однако китайские политики и писатели продолжали изображать последующие события как истинный конец унижения. Его конец был объявлен в отражении сил ООН во время Корейской войны, воссоединении с Гонконгом в 1997 году, воссоединении с Макао в 1999 году и даже в проведении летних Олимпийских игр 2008 года в Пекине. Некоторые китайские националисты заявляют, что унижение не закончится до тех пор, пока Китайская Народная Республика не будет контролировать Тайвань.
В 2021 году, что совпало с переговорами между США и Китаем на Аляске, китайское правительство начало называть этот период 120 годами унижения, отсылая к Боксерскому протоколу 1901 года, по которому Цин были вынуждены выплатить крупные репарации членам «восьмерки».